# Adolf Fischhof
Adolf Ephraim Fischhof (født 8. december 1816 i Buda, død 23. marts 1893) var en østrigsk politiker.
Fischhof, der var af jødisk slægt, studerede i Wien 1836—44 og blev sygehuslæge her. Han tog virksom del i det politiske røre i martsdagene 1848 som en af studenternes ordførere og var maj—juli formand for sikkerhedsudvalget, der stod som mægler mellem folkemassen og myndighederne.
Han var senere medlem af rigsdagen, hvor han hørte til det liberale føderalistiske parti, samt ministerialråd i Indenrigsministeriet, men blev marts 1849 fængslet og sad fangen i 9 måneder som mistænkt for deltagelse i krigsminister Latours mord.
Han var derefter læge i Wien, men blev først 1861 genindsat i sine borgerlige rettigheder. Sammen med den senere minister Unger skrev Fischhof 1861 et flyveskrift Zur Lösung der ungarischen Frage, hvori han udtalte sig for den senere optagne tvedeling af monarkiet.
I 1869 tog han ordet for en føderalistisk ordning af Østrig og udsoning mellem tyskere og slaver. Også 1882 søgte Fischhof, men uden held, at danne et stort frisindet parti, omfattende alle Østrigs folkeslag, og at få sprogstriden mellem dem udjævnet.